# Friedrich Henneberg
Friedrich Christian Ludwig Henneberg (* 11. August 1748 in Braunschweig; † 26. April 1812 ebenda) war ein braunschweigischer Staatsmann und von 1808 bis zu seinem Tode 1812 der erste von nur zwei Präfekten des Départements Oker.

## Leben und Werk
Der aus einer Braunschweiger Postmeisterfamilie stammende Henneberg, sein Großvater war Heinrich Georg Henneberg, besuchte zunächst das Collegium Carolinum und studierte anschließend von 1766 bis 1771 Rechtswissenschaft an den Universitäten Helmstedt, Leipzig und Jena.

### Im Dienste Herzog Karl Wilhelm Ferdinands von Braunschweig
Am 1. Juli 1774 wurde Henneberg von Herzog Karl Wilhelm Ferdinand als Sekretär im Geheimen Rat angestellt, am 14. Februar 1781 zum Legationsrat und am 30. Oktober 1790 zum Geheimen Sekretär ernannt. Im April 1801 wurde er als Geheimer Legationsrat in das herzogliche Geheimratskollegium berufen, wo er mehrfach mit diplomatischen Aufgaben betraut wurde. Seit dem 24. September 1796 war Henneberg bereits Kanonikus des Braunschweiger Domstiftes, 1805 folgte die Ernennung zum Domdechant, womit er gleichzeitig Mitglied der Ständeversammlung und des Schatzrates der Stadt wurde.

### Präfekt des Départements Oker
Dem im Oktober 1806 in der Schlacht bei Jena und Auerstedt schwer verwundeten Herzog versprach Henneberg, das Land nicht zu verlassen. Nach dessen Tod wurde er am 6. Januar 1808 von König Jérôme Bonaparte zum Präfekten des Départements Oker innerhalb des neu gebildeten Königreichs Westphalen bestimmt.
Er setzte sich für die Braunschweiger Interessen ein, indem er die Ausbeutung durch die westphälische Regierung zu mindern versuchte. Dem Großen Waisenhaus BMV, einer der bedeutendsten sozialen Einrichtungen des Landes, sicherte er die Existenz. Die Plünderung der Stadt durch holländische Truppen unter General Gratien konnte er verhindern.

#### Retter des Braunschweiger Löwen

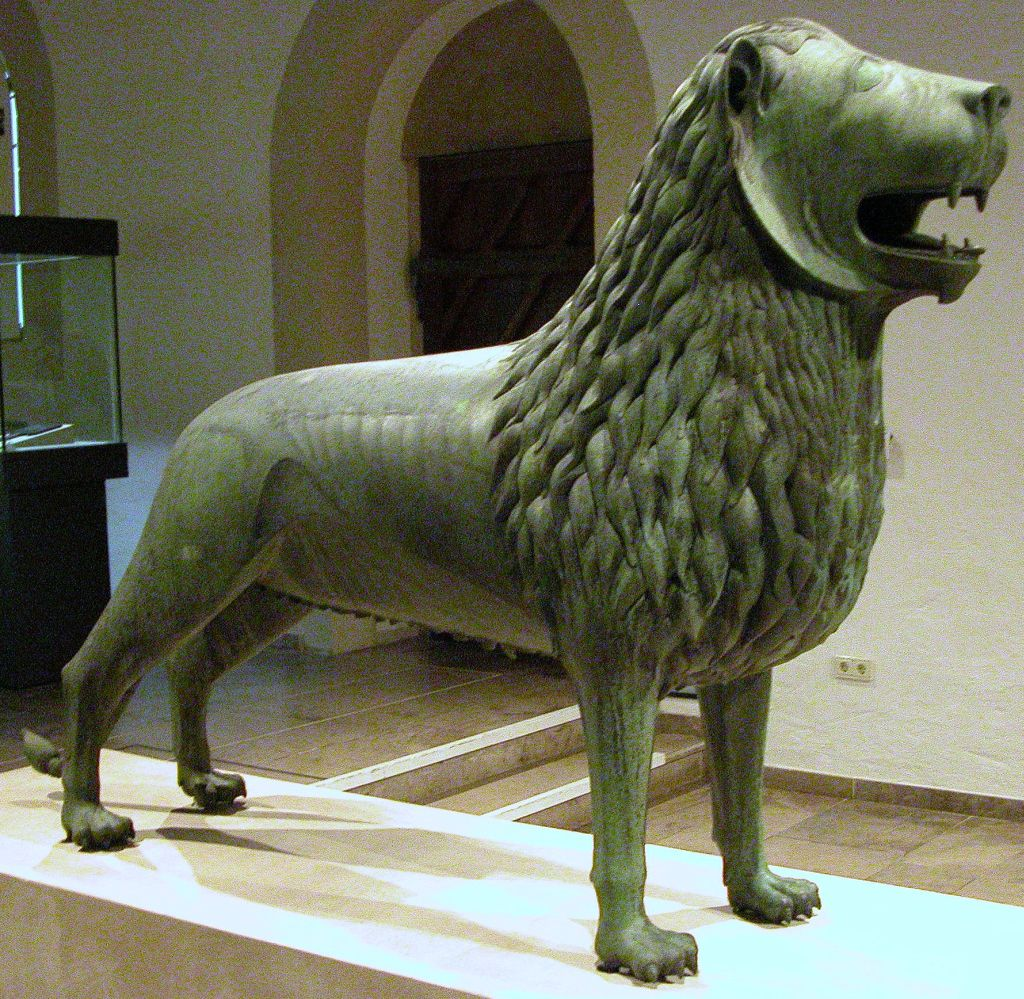
Der Braunschweiger Löwe

Als die westphälische Regierung im Jahre 1812 vor Beginn des napoleonischen Russlandfeldzuges beabsichtigte, den Braunschweiger Löwen, das Wahrzeichen von Stadt und Land Braunschweig, einschmelzen und zu Kanonen umgießen zu lassen, kündigte Henneberg an, Sturm läuten zu lassen, womit er den Löwen vor diesem Schicksal bewahren konnte und für die Nachwelt rettete.
Anfang 1812 wurde Henneberg zum Staatsrat ernannt und nach Kassel berufen, starb jedoch vor Antritt der Stellung am 26. April des Jahres. Sein Amtsnachfolger in Braunschweig wurde August von Reiman.
Die Hennebergstraße in Braunschweig ist allerdings nicht nach dem Präfekten, sondern nach dessen Enkelin Wilhelmine Henneberg benannt.